# Leiser
Leiser är en diktart inom det germanska språkområdet, företrädesvis använt inom gudstjänstlivet, som är uppkallat efter upprepandet av ordet "eleison". 
Leisern utvecklades med början omkring 1000-talet från litanian, där liturgen åkallar Gud och församlingen svarar Kyrie, eleison! (Herre, förbarma dig). Den avskildes till en enstrofig sång.
En leiser sjöngs på deltagarnas språk, till skillnad från latinet som var gängse i övrigt under gudstjänsten. I Norden sjöng man ofta en leiser inskjuten mellan stroferna i någon kyrklig sång på latin, till exempel In dulci jubilo, idag kallas blandningen av språk för makaronisk.
Leisen förekom också som färdleis, som användes på korståg och pilgrimsfärder. Uthi Gudz Namn nu rese wij är en sådan resesång. Ett annat exempel är påskleisen Jesus Christus han är worden.

## Exempel på leiser
- nr 336 Uthi Gudz Namn nu rese wij i 1695 års psalmbok
- nr 164 Jesus Christus han är worden i 1695 års psalmbok